# Plana del riu Snake

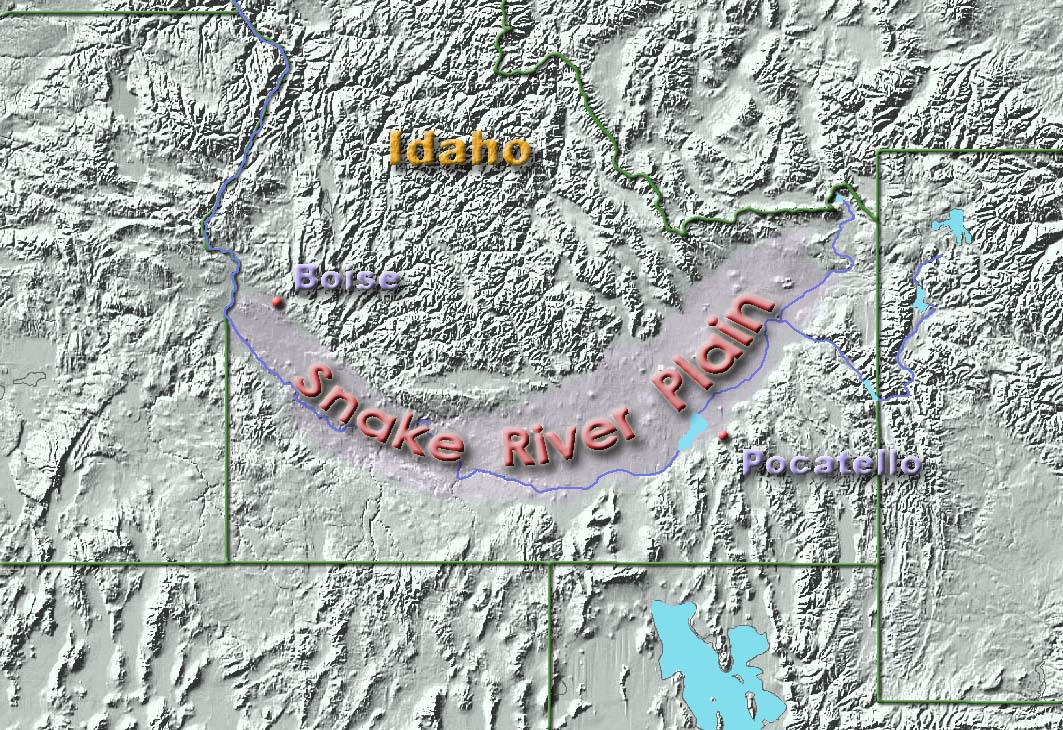
Plana del riu Snake al sud d'Idaho

La plana del riu Snake (en anglès: Snake River Plain) és una caracterísitica geològica situada principalment a l'estat dels Estats Units d'Idaho. S'estén uns 640 km d'oest a nord-oest de l'estat de Wyoming fins a la frontera entre Idaho-Oregon. La plana és una depressió del terreny plana i ampla, i cobreix un quart de la superdície d'Idaho.
Moltes de les ciutats principals d'Idaho es troben a la plana del riu Snake, i molta també de la terra agrícola.

## Geologia
La plana del riu Snake es pot dividir en tres seccions: occidental, central i oriental. La part occidental té diversos llacs amb sediments de riolita i basalt es va formar de fa 11 a 12 milions d'anys per erupció volcànica. La part oriental 
arriba al Parc Nacional de Yellowstone. La part central és similar a l'oriental però amb llacs.

## Efectes sobre el clima
La plana del riu Snake té un efecte significatiu sobre el clima del Parc Nacional Yellowstone i les zones adjacents del sud i oest de Yellowstone. Hi ha un canal d'humitat que s'estén des de l'oceà Pacífic a Yellowstone. El canl d'humitat passa sense que cap accident geogràfic ho impedeixi. Les condicions orogràfiques fan que la precipitació arribi molt a l'interior dels Estats Units. La capçalera de la vall del riu Snake els Tetons, i l'altiplà de Yellowstone reben molta més precipitació que altres zones de la regió i, per tant, la zona és més humida i més verda amb molta neu a l'hivern.
El potencial geotèrmic de la zona és un dels majors dels Estats Units.